# 小行星1594
小行星1594（1594 Danjon）是一颗绕太阳运转的小行星，为主小行星带小行星。该小行星于1949年11月23日发现。
該小行星以法國天文學家安德烈-路易·丹容命名。

## 轨道参数
小行星1594的轨道半长轴为2.2689048 UA，离心率为0.195。